# Most w ciągu ulicy Pułaskiego w Błażowej
Most w ciągu ulicy Pułaskiego w Błażowej – most nad rzeką Ryjak w ciągu ulicy Pułaskiego. Został wybudowany w 1958 roku jako stalowo-drewniany most drogowy. W roku 2014 konstrukcja nie spełniała wymogów technicznych i parametrów dla przebiegającej przez niego drogi powiatowej nr 1411R. Z powodu złego stanu technicznego mostu jego nośność została ograniczona do 15 ton.
W miejscu dotychczasowego mostu zaplanowano budowę nowej przeprawy, która jest pierwszą w Polsce i jedną z pierwszych w Europie konstrukcją wykonaną z materiałów kompozytowych, tj. włókien węglowych i szklanych umieszczonych w matrycy z żywicy polimerowej. Ze względu na innowacyjną konstrukcję mostu, w ramach programu wsparcia badań naukowych i prac rozwojowych w skali demonstracyjnej, Narodowe Centrum Badań i Rozwoju przeznaczyło na projekt Com-bridge, obejmujący prace przy moście, 5,15 mln zł z programu Demonstrator Plus, nakierowanego na demonstracyjne obiekty prezentujące zaawansowane technologie. Wartość całego projektu jest szacowana na 10 mln zł. Projekt obejmuje proces badawczy, projektowanie, budowę, wykonanie badań statycznych, dynamicznych i monitoringu eksploatacji. Projekt zrealizowało konsorcjum Mostostalu Warszawa S.A. z udziałem Promost Consulting oraz Politechniki Warszawskiej i Politechniki Rzeszowskiej we współpracy z powiatem rzeszowskim.
Na moście znajdzie się jezdnia o szerokości siedmiu metrów i chodnik o szerokości dwóch metrów. Całość prac trwała od listopada 2013 do marca 2016 roku, przy czym prace budowlane zrealizowano od marca do listopada 2015 roku. 9 lutego 2016 r. nastąpiło oficjalne oddanie obiektu do użytku.